# Lizzy Greene
Lizzy Greene (* 1. května 2003, Dallas, Texas, Spojené státy americké) je americká herečka, která se proslavila rolí Dawn Harper v seriálu stanice Nickelodeon Nicky, Ricky, Dicky a Dawn.

## Kariéra
Poprvé se na televizních obrazovkách objevila v roce 2014 v seriálu stanice Nickelodeon Nicky, Ricky, Dicky a Dawn. Ve stejném roce si zahrála mladší verzi Nicole v televizním filmu Damaged Goods. V roce 2014 si zahrála v jednom z dílů seriálu Super Thundermanovi. Od roku 2015 do roku 2017 se objevoval v televizních speciálech stanice Nickelodeon. V roce 2017 si zahrála v televizním filmu Vánoce minilidí roli Barkley. V roce 2018 získala roli v seriálu stanice ABC A Million Little Things.

## Filmografie

### Televize
| Rok         | Název                                          | Role                    | Poznámky                    |
| ----------- | ---------------------------------------------- | ----------------------- | --------------------------- |
| 2014 - 2018 | Nicky, Ricky, Dicky a Dawn                     | Dawn Harper             | hlavní role                 |
| 2014        | Damaged Goods                                  | mladší verze Nicole     | TV film                     |
| 2014        | Super Thundermanovi                            | Morgan                  | díl: „Pheebs Will Rock You“ |
| 2015        | Nickelodeon's Ultimate Halloween Costume Party | samu sebe               | TV speciál                  |
| 2015        | Nickelodeon's Ho Ho Holiday                    | samu sebe               | TV speciál                  |
| 2016        | Paradise Run                                   | samu sebe/soutěžící     | 6 dílů                      |
| 2017        | Nickelodeon's Not So Valentine's Special       | samu sebe/různé postavy | TV speciál                  |
| 2017        | Nickelodeon's Sizzling Summer Camp Special     | samu sebe               | TV speciál                  |
| 2017        | Nickelodeon's Ultimate Halloween Haunted House | samu sebe               | TV speciál                  |
| 2017        | Vánoce minilidí                                | Barkley                 | TV film                     |
| 2018 - 2023 | A Million Little Things                        | Sophie Dixon            | hlavní role                 |

## Ocenění a nominace
| Rok  | Ocenění             | Category                                                                    | Práce | Výsledek |
| ---- | ------------------- | --------------------------------------------------------------------------- | --- | -------- |
| 2016 | Young Artist Awards | Nejlepší výkon mladého obsazení v televizním seriálu                        | Nicky, Ricky, Dicky a Dawn\| style="background:#fdd;vertical-align:middle;text-align:center;" \|nominace |          |
| 2016 | Kids' Choice Awards | style="background:#fdd;vertical-align:middle;text-align:center;" \|nominace | Nicky, Ricky, Dicky a Dawn\| style="background:#fdd;vertical-align:middle;text-align:center;" \|nominace |          |
| 2017 | Kids' Choice Awards | style="background:#fdd;vertical-align:middle;text-align:center;" \|nominace | Nicky, Ricky, Dicky a Dawn\| style="background:#fdd;vertical-align:middle;text-align:center;" \|nominace |          |